# تراکتور دو چرخ

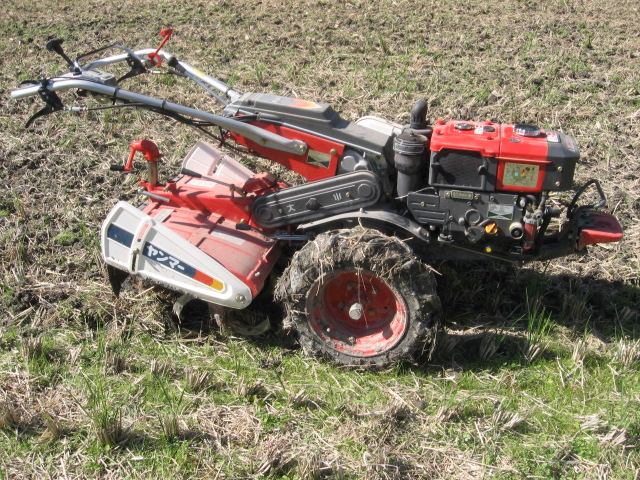

تراکتور دو چرخ یا رتیواتور موتوری، یک گونه تراکتور است که تنها دو چرخ دارد که چرخ‌های محرک آن هستند. این وسیله فرمانی شبیه به فرمان موتورسیکلت دارد، هدایت آن به‌صورت دستی است و راننده یا به دنبال آن راه می‌رود یا بر روی وسیله‌ای که به دنبال آن بسته شده می‌نشیند. تیلرها یک خروجی PTO دارند که نیروی موردنیاز ادوات متصل را تأمین می‌کنند. ادواتی که به تراکتور دو چرخ  متصل می‌شوند  عبارتند از یک جفت چرخ جهت حرکت دستگاه - تیغه‌های دوار - چرخ خاکورز - گاوآهن و نهرکن که معمولاً به صورت کششی هستند.

## کاربردها

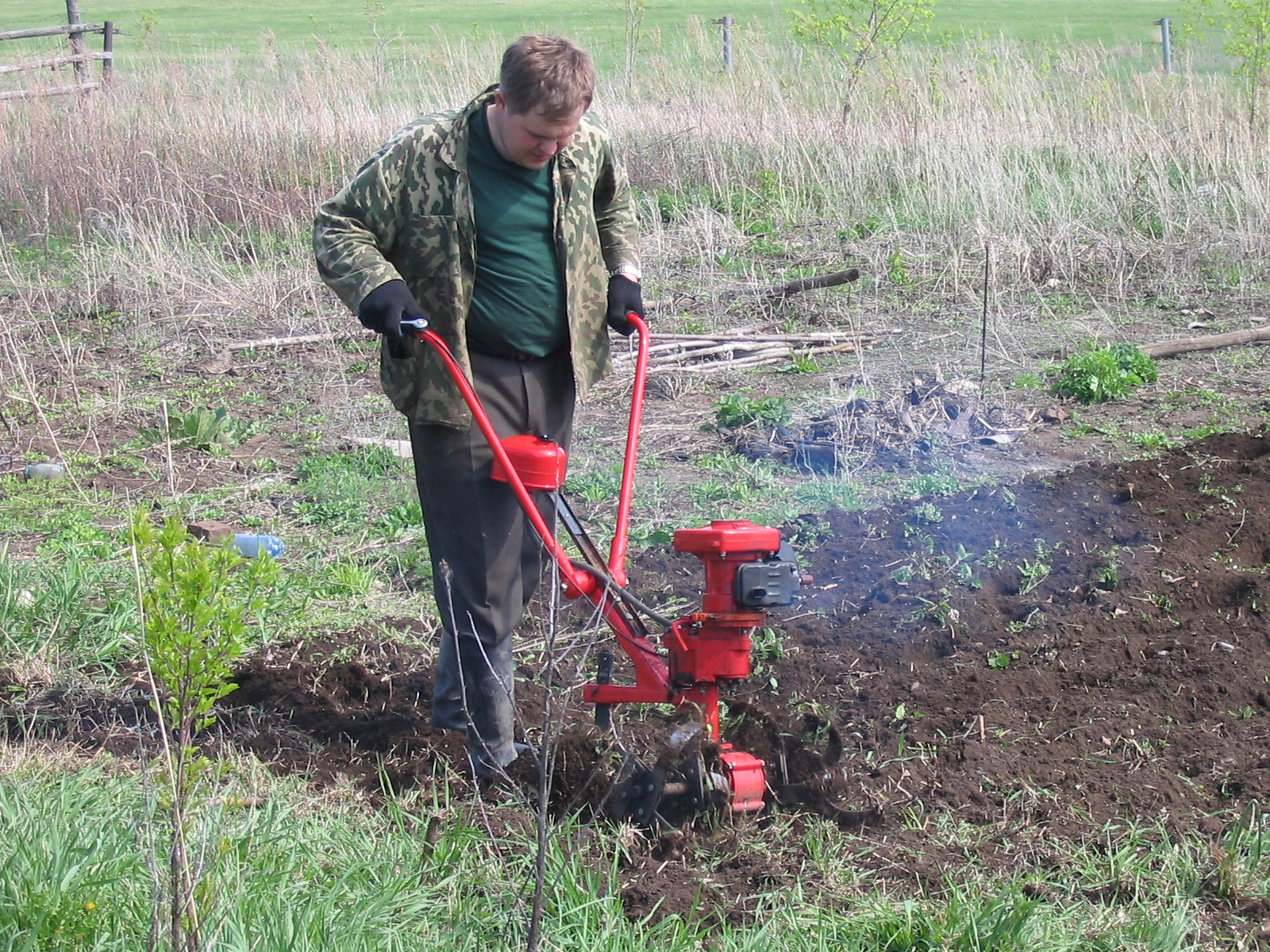

از رتیواتور موتوری در باغ‌ها و مزارع برنج استفاده می‌شود، معمولاً به آن ادواتی مانند گاوآهن، رتیواتور متصل می‌شود.
برای استفاده از تراکتور دو چرخ در مزارع برنج (شالیزار) به‌جای چرخ‌های لاستیکی معمولاً به این وسیله چرخ‌های پره‌دار متصل می‌شود تا در داخل گِل‌ولای بسیار شالیزارها امکان حرکت داشته باشد.
این ابزار به صورت دستی و یا با استفاده از موتورهای گازوئیلی یا برقی یا بنزینی کار می‌کند و باعث شخم‌کاری و آماده سازی خاک برای کشت محصولات مختلف می‌شود.